# 포항공과대학교–한국과학기술원 정기전
학생 대제전(SCIENCE WAR)은 애교심을 고양하고 카이스트와 포항공과대학교 또는 포항공과대학교와 카이스트 양교의 친선을 도모하기 위한 목적으로 스포츠 경기, 온라인 게임, 해킹, 프로그래밍, 퀴즈 같은 다양한 분야에서 승부를 겨루는 행사이다. 공식명칭은 카이스트-포스텍 학생 대제전(KAIST-POSTECH SCIENCE WAR) 또는 포스텍-카이스트 학생 대제전(POSTECH-KAIST SCIENCE WAR)으로 연고전과 고연전처럼 주최측의 이름을 뒤에 붙여 사용한다. 흔히 카포전(카포戰) 또는 포카전(포카戰)으로 줄여서 부른다.

## 같이 보기
- 강릉정기전
- 양배전과 배양전
- 연고전과 고연전